# Фудбалска репрезентација Сијера Леонеа
Фудбалска репрезентација Сијера Леонеа (енгл. Sierra Leone national football team) национални је фудбалски тим који на међународној фудбалској сцени представља Републику Сијера Леоне. Делује под ингеренцијом Фудбалског савеза Сијера Леонеа који је основан 1923, а у чланству ФИФА и КАФ је од 1960, односно од 1967. године.
Репрезентација је позната под надимком Leone Stars (Звезде Леонеа), националне боје су плава и зелена, а своје домаће утакмице тим игра на Националном стадиону у Фритауну капацитета око 36.000 места. Најбољи пласман на ФИФа ранг листи репрезентација Сијера Леонеа остварила је у августу 2014. када је заузимала 50. место, док је најлошији пласман имала у периоду септембру 2007. када је заузимала 172. место.
Репрезентација Сијера Леоне се убраја у ред слабијих афричких селекција и тимова који се никада нису квалифковали за завршни турнир неког од светских првенстава, док су се свега два пута пласирали на континентални Афрички куп нација.
Мохамед Калон је тренутно играч са највише наступа (35) и највише постигнутих погодака (14) у историји репрезентације.

## Историјат
Фудбал су на подручје Сијера Леонеа донели британски колонизатори који су тим подручјем владали све до 1961. када је држава постала независна. Године 1923. Британци су основали локални фудбалски савез који се интензивније бавио фудбалским активностима на подручју тадашње колоније. Прву званичну утакмицу као протекторат Сијера Леоне је одиграо 10. августа 1949. у Фритауну, а противник је била Нигерија, у то време такође британска колонија.
Након стицања независности земље 1960. основан је национални фудбалски савез који је исте године постао пуноправним чланом ФИФА, а седам година касније и припадајуће континенталне федерације КАФ. Прву званичну утакмицу као независна земља одиграли су 22. априла 1961, поново против Нигерије која је и други пут славила, овај пут резултатом 2:4. Прву утакмицу против неке екипе ван афричког континента одиграли су 13. јануара 1971, противник је била репрезентација Западне Немачке која је у Фритауну славила са 0:1. Три године касније, 5. априла 1974. репрезентација Сијера Леонеа је по први пут заиграла изван афричког континента, а у пријатељској утакмици на гостовању селекцији Кине изгубили су са убедљивих 1:4.
У званичним такмичењима репрезентација је дебитовала у октобру 1972. у квалификацијама за Светско првенство 1974. у Западној Немачкој, где су испали већ у првом колу квалификација од Обале Слоноваче изгубивши оба сусрета (0:1 и 0:2). Годину дана касније дебитовали су и у квалификацијама за Афрички куп нација где су испали такође у првом колу од репрезентације Малија, укупним резултатом 3:5. У досадашњој историји Сијера Леоне се свега два пута пласирао на завршни турнир континенталног првенства, а оба пута су испали у групној фази такмичења.

## Резултати на светским првенствима
| ФИФА светско првенство | ФИФА светско првенство    | ФИФА светско првенство    | ФИФА светско првенство    | ФИФА светско првенство    | ФИФА светско првенство    | ФИФА светско првенство    | ФИФА светско првенство    | ФИФА светско првенство    |                           | Квалификације за светска првенства | Квалификације за светска првенства | Квалификације за светска првенства | Квалификације за светска првенства | Квалификације за светска првенства | Квалификације за светска првенства |               |
| Година                 | Коло                      | Пласман                   | Ут                        | П                         | Н                         | И                         | Гол+                      | Гол-                      | Ут                        | П                                  | Н                                  | И                                  | Гол+                               | Гол-                               |                                    |               |
| ---------------------- | ------------------------- | ------------------------- | ------------------------- | ------------------------- | ------------------------- | ------------------------- | ------------------------- | ------------------------- | ------------------------- | ---------------------------------- | ---------------------------------- | ---------------------------------- | ---------------------------------- | ---------------------------------- | ---------------------------------- | ------------- |
| 1930−1970.             | Нису учествовали          | Нису учествовали          | Нису учествовали          | Нису учествовали          | Нису учествовали          | Нису учествовали          | Нису учествовали          | Нису учествовали          | Нису учествовали          | Нису учествовали                   | Нису учествовали                   | Нису учествовали                   | Нису учествовали                   | Нису учествовали                   |                                    |               |
| 1974.                  | Нису се квалификовали     | Нису се квалификовали     | Нису се квалификовали     | Нису се квалификовали     | Нису се квалификовали     | Нису се квалификовали     | Нису се квалификовали     | Нису се квалификовали     | 2                         | 0                                  | 0                                  | 2                                  | 0                                  | 3                                  |                                    |               |
| 1978.                  | Нису се квалификовали     | Нису се квалификовали     | Нису се квалификовали     | Нису се квалификовали     | Нису се квалификовали     | Нису се квалификовали     | Нису се квалификовали     | Нису се квалификовали     | 4                         | 1                                  | 1                                  | 2                                  | 8                                  | 9                                  |                                    |               |
| 1982.                  | Нису се квалификовали     | Нису се квалификовали     | Нису се квалификовали     | Нису се квалификовали     | Нису се квалификовали     | Нису се квалификовали     | Нису се квалификовали     | Нису се квалификовали     | 2                         | 0                                  | 1                                  | 1                                  | 3                                  | 5                                  |                                    |               |
| 1986.                  | Нису се квалификовали     | Нису се квалификовали     | Нису се квалификовали     | Нису се квалификовали     | Нису се квалификовали     | Нису се квалификовали     | Нису се квалификовали     | Нису се квалификовали     | 2                         | 0                                  | 2                                  | 2                                  | 0                                  | 5                                  |                                    |               |
| 1990.                  | Нису учествовали          | Нису учествовали          | Нису учествовали          | Нису учествовали          | Нису учествовали          | Нису учествовали          | Нису учествовали          | Нису учествовали          | Нису учествовали          | Нису учествовали                   | Нису учествовали                   | Нису учествовали                   | Нису учествовали                   | Нису учествовали                   |                                    |               |
| 1994.                  | Одустали од квалификација | Одустали од квалификација | Одустали од квалификација | Одустали од квалификација | Одустали од квалификација | Одустали од квалификација | Одустали од квалификација | Одустали од квалификација | Одустали од квалификација | Одустали од квалификација          | Одустали од квалификација          | Одустали од квалификација          | Одустали од квалификација          | Одустали од квалификација          |                                    |               |
| 1998.                  | Нису се квалификовали     | Нису се квалификовали     | Нису се квалификовали     | Нису се квалификовали     | Нису се квалификовали     | Нису се квалификовали     | Нису се квалификовали     | Нису се квалификовали     | 2                         | 0                                  | 0                                  | 2                                  | 0                                  | 2                                  |                                    |               |
| 2002.                  | Нису се квалификовали     | Нису се квалификовали     | Нису се квалификовали     | Нису се квалификовали     | Нису се квалификовали     | Нису се квалификовали     | Нису се квалификовали     | Нису се квалификовали     | 10                        | 2                                  | 1                                  | 7                                  | 6                                  | 17                                 |                                    |               |
| 2006.                  | Нису се квалификовали     | Нису се квалификовали     | Нису се квалификовали     | Нису се квалификовали     | Нису се квалификовали     | Нису се квалификовали     | Нису се квалификовали     | Нису се квалификовали     | 2                         | 0                                  | 1                                  | 1                                  | 1                                  | 2                                  |                                    |               |
| 2010.                  | Нису се квалификовали     | Нису се квалификовали     | Нису се квалификовали     | Нису се квалификовали     | Нису се квалификовали     | Нису се квалификовали     | Нису се квалификовали     | Нису се квалификовали     | 8                         | 3                                  | 2                                  | 3                                  | 5                                  | 8                                  |                                    |               |
| 2014.                  | Нису се квалификовали     | Нису се квалификовали     | Нису се квалификовали     | Нису се квалификовали     | Нису се квалификовали     | Нису се квалификовали     | Нису се квалификовали     | Нису се квалификовали     | 6                         | 2                                  | 2                                  | 2                                  | 10                                 | 10                                 |                                    |               |
| 2018.                  | Нису се квалификовали     | Нису се квалификовали     | Нису се квалификовали     | Нису се квалификовали     | Нису се квалификовали     | Нису се квалификовали     | Нису се квалификовали     | Нису се квалификовали     | 2                         | 1                                  | 0                                  | 2                                  | 2                                  | 2                                  |                                    |               |
| 2022.                  | Биће одлучено             | Биће одлучено             | Биће одлучено             | Биће одлучено             | Биће одлучено             | Биће одлучено             | Биће одлучено             | Биће одлучено             | Биће одлучено             | Биће одлучено                      | Биће одлучено                      | Биће одлучено                      | Биће одлучено                      | Биће одлучено                      | Биће одлучено                      | Биће одлучено |
| 2026.                  | Биће одлучено             | Биће одлучено             | Биће одлучено             | Биће одлучено             | Биће одлучено             | Биће одлучено             | Биће одлучено             | Биће одлучено             | Биће одлучено             | Биће одлучено                      | Биће одлучено                      | Биће одлучено                      | Биће одлучено                      | Биће одлучено                      | Биће одлучено                      | Биће одлучено |
| Укупно                 | −                         | 0/21                      | −                         | −                         | −                         | −                         | −                         | −                         | 38                        | 8                                  | 10                                 | 22                                 | 33                                 | 61                                 |                                    |               |

## Афрички куп нација
| Успеси на Афричком купу нација | Успеси на Афричком купу нација                | Успеси на Афричком купу нација                | Успеси на Афричком купу нација                | Успеси на Афричком купу нација                | Успеси на Афричком купу нација                | Успеси на Афричком купу нација                | Успеси на Афричком купу нација                | Успеси на Афричком купу нација                |                       |
| Година                         | Коло                                          | Пласман                                       | Ут                                            | П                                             | Н                                             | И                                             | Гол+                                          | Гол-                                          |                       |
| ------------------------------ | --------------------------------------------- | --------------------------------------------- | --------------------------------------------- | --------------------------------------------- | --------------------------------------------- | --------------------------------------------- | --------------------------------------------- | --------------------------------------------- | --------------------- |
| 1957−1968.                     | Нису учествовали                              | Нису учествовали                              | Нису учествовали                              | Нису учествовали                              | Нису учествовали                              | Нису учествовали                              | Нису учествовали                              | Нису учествовали                              |                       |
| 1970.                          | Одустали од такмичења                         | Одустали од такмичења                         | Одустали од такмичења                         | Одустали од такмичења                         | Одустали од такмичења                         | Одустали од такмичења                         | Одустали од такмичења                         | Одустали од такмичења                         |                       |
| 1972.                          | Нису учествовали                              | Нису учествовали                              | Нису учествовали                              | Нису учествовали                              | Нису учествовали                              | Нису учествовали                              | Нису учествовали                              | Нису учествовали                              | Нису учествовали      |
| 1974.                          | Нису се квалификовали                         | Нису се квалификовали                         | Нису се квалификовали                         | Нису се квалификовали                         | Нису се квалификовали                         | Нису се квалификовали                         | Нису се квалификовали                         | Нису се квалификовали                         | Нису се квалификовали |
| 1976.                          | Нису учествовали'                             | Нису учествовали'                             | Нису учествовали'                             | Нису учествовали'                             | Нису учествовали'                             | Нису учествовали'                             | Нису учествовали'                             | Нису учествовали'                             | Нису учествовали'     |
| 1978.                          | Нису се квалификовали                         | Нису се квалификовали                         | Нису се квалификовали                         | Нису се квалификовали                         | Нису се квалификовали                         | Нису се квалификовали                         | Нису се квалификовали                         | Нису се квалификовали                         | Нису се квалификовали |
| 1980.                          | Нису учествовали                              | Нису учествовали                              | Нису учествовали                              | Нису учествовали                              | Нису учествовали                              | Нису учествовали                              | Нису учествовали                              | Нису учествовали                              |                       |
| 1982.                          | Нису се квалификовали                         | Нису се квалификовали                         | Нису се квалификовали                         | Нису се квалификовали                         | Нису се квалификовали                         | Нису се квалификовали                         | Нису се квалификовали                         | Нису се квалификовали                         |                       |
| 1984.                          | Нису се квалификовали                         | Нису се квалификовали                         | Нису се квалификовали                         | Нису се квалификовали                         | Нису се квалификовали                         | Нису се квалификовали                         | Нису се квалификовали                         | Нису се квалификовали                         |                       |
| 1986.                          | Одустали од наступа                           | Одустали од наступа                           | Одустали од наступа                           | Одустали од наступа                           | Одустали од наступа                           | Одустали од наступа                           | Одустали од наступа                           | Одустали од наступа                           |                       |
| 1988.                          | Нису се квалификовали                         | Нису се квалификовали                         | Нису се квалификовали                         | Нису се квалификовали                         | Нису се квалификовали                         | Нису се квалификовали                         | Нису се квалификовали                         | Нису се квалификовали                         |                       |
| 1990.                          | Одустали током квалификација                  | Одустали током квалификација                  | Одустали током квалификација                  | Одустали током квалификација                  | Одустали током квалификација                  | Одустали током квалификација                  | Одустали током квалификација                  | Одустали током квалификација                  |                       |
| 1992.                          | Нису се квалификовали                         | Нису се квалификовали                         | Нису се квалификовали                         | Нису се квалификовали                         | Нису се квалификовали                         | Нису се квалификовали                         | Нису се квалификовали                         | Нису се квалификовали                         |                       |
| 1994.                          | Групна фаза                                   | 10/12                                         | 2                                             | 0                                             | 1                                             | 1                                             | 1                                             | 3                                             |                       |
| 1996.                          | Групна фаза                                   | 13/15                                         | 3                                             | 1                                             | 0                                             | 2                                             | 2                                             | 7                                             |                       |
| 1998.                          | Одустали од наступа                           | Одустали од наступа                           | Одустали од наступа                           | Одустали од наступа                           | Одустали од наступа                           | Одустали од наступа                           | Одустали од наступа                           | Одустали од наступа                           |                       |
| 2000.                          | Дисквалификовани због Грађанског рата у земљи | Дисквалификовани због Грађанског рата у земљи | Дисквалификовани због Грађанског рата у земљи | Дисквалификовани због Грађанског рата у земљи | Дисквалификовани због Грађанског рата у земљи | Дисквалификовани због Грађанског рата у земљи | Дисквалификовани због Грађанског рата у земљи | Дисквалификовани због Грађанског рата у земљи |                       |
| 2002.                          | Нису се квалификовали                         | Нису се квалификовали                         | Нису се квалификовали                         | Нису се квалификовали                         | Нису се квалификовали                         | Нису се квалификовали                         | Нису се квалификовали                         | Нису се квалификовали                         |                       |
| 2004.                          | Нису се квалификовали                         | Нису се квалификовали                         | Нису се квалификовали                         | Нису се квалификовали                         | Нису се квалификовали                         | Нису се квалификовали                         | Нису се квалификовали                         | Нису се квалификовали                         |                       |
| 2006.                          | Нису се квалификовали                         | Нису се квалификовали                         | Нису се квалификовали                         | Нису се квалификовали                         | Нису се квалификовали                         | Нису се квалификовали                         | Нису се квалификовали                         | Нису се квалификовали                         |                       |
| 2008.                          | Нису се квалификовали                         | Нису се квалификовали                         | Нису се квалификовали                         | Нису се квалификовали                         | Нису се квалификовали                         | Нису се квалификовали                         | Нису се квалификовали                         | Нису се квалификовали                         |                       |
| 2010.                          | Нису се квалификовали                         | Нису се квалификовали                         | Нису се квалификовали                         | Нису се квалификовали                         | Нису се квалификовали                         | Нису се квалификовали                         | Нису се квалификовали                         | Нису се квалификовали                         |                       |
| 2012.                          | Нису се квалификовали                         | Нису се квалификовали                         | Нису се квалификовали                         | Нису се квалификовали                         | Нису се квалификовали                         | Нису се квалификовали                         | Нису се квалификовали                         | Нису се квалификовали                         |                       |
| 2013.                          | Нису се квалификовали                         | Нису се квалификовали                         | Нису се квалификовали                         | Нису се квалификовали                         | Нису се квалификовали                         | Нису се квалификовали                         | Нису се квалификовали                         | Нису се квалификовали                         |                       |
| 2015.                          | Нису се квалификовали                         | Нису се квалификовали                         | Нису се квалификовали                         | Нису се квалификовали                         | Нису се квалификовали                         | Нису се квалификовали                         | Нису се квалификовали                         | Нису се квалификовали                         |                       |
| 2017.                          | Нису се квалификовали                         | Нису се квалификовали                         | Нису се квалификовали                         | Нису се квалификовали                         | Нису се квалификовали                         | Нису се квалификовали                         | Нису се квалификовали                         | Нису се квалификовали                         |                       |
| 2019.                          | Будући догађај                                | Будући догађај                                | Будући догађај                                | Будући догађај                                | Будући догађај                                | Будући догађај                                | Будући догађај                                | Будући догађај                                |                       |
| 2021.                          | Будући догађај                                | Будући догађај                                | Будући догађај                                | Будући догађај                                | Будући догађај                                | Будући догађај                                | Будући догађај                                | Будући догађај                                |                       |
| 2023.                          | Будући догађај                                | Будући догађај                                | Будући догађај                                | Будући догађај                                | Будући догађај                                | Будући догађај                                | Будући догађај                                | Будући догађај                                |                       |
| Укупно                         | −                                             | 2/31                                          | 5                                             | 1                                             | 1                                             | 3                                             | 3                                             | 10                                            |                       |